# Claude Taittinger
Pour les autres membres de la famille, voir Famille Taittinger.
Claude Taittinger, né le 2 octobre 1927 à Paris et mort le 3 janvier 2022 à Boulogne-Billancourt, est un homme d'affaires français, longtemps dirigeant du Champagne Taittinger.

## Biographie

### Famille
Claude Taittinger est l'un des fils de Pierre Taittinger.
Il épouse, en 1958, Catherine de Suarez d'Aulan, fille du marquis Jean de Suarez d'Aulan, dit Jean d'Aulan et de Yolande Kunkelmann, et avec qui il aura trois filles : Brigitte (1959, épouse en secondes noces de Jean-Pierre Jouyet), Virginie (1961) et Christine (1965).
Désirant honorer la mémoire de son père, décédé en 1965, Claude Taittinger crée en 1967 le prix culinaire international Pierre-Taittinger, concours visant à harmoniser la légèreté et la créativité de la cuisine française, tout en respectant les grands principes de l'art culinaire.

### Formation
Après avoir terminé ses études avec une licence à la Faculté de droit et à l'Institut d'études politiques de Paris  dont il est diplômé (section Service Public), il entre en février 1949, à l'âge de 22 ans, dans la maison de Champagne familiale. Il y poursuivra dès lors sa carrière avec cependant deux interruptions, l'une qui l'amènera en Indochine comme correspondant de guerre de L'Union de Reims en 1954, et l'autre qui le fera servir en Algérie en 1956.

### Carrière
Devenu directeur général à la suite de la mort accidentelle de son frère François en 1960, il a exercé depuis les responsabilités de gestion du Champagne Taittinger dont il est devenu le président-directeur général en 1969 ainsi que la présidence du groupe Taittinger - Société du Louvre (hôtels Concorde, hôtels Envergure, cristalleries Baccarat, parfums Annick Goutal). Il a également appartenu au conseil consultatif de la Banque de France.
Il imagine en 1983 le concept de Taittinger Collection qui unit l'art et le champagne. Les artistes qui ont contribué à Taittinger Collection ont été successivement : Vasarely (1983), Arman (1985), André Masson (1987), Vieira da Silva (1988), Roy Lichtenstein (1990), Hans Hartung (1992), Toshimitsu Imaï (1994), Corneille (1996), Matta (1998) et Zao Wou-Ki (2004).
En 1987, il crée le domaine Carneros (Californie) en association avec la Kobrand Corporation, distributeur américain du Champagne Taittinger.
Il part à la retraite en 2006 après que le Champagne Taittinger ait été racheté par le Crédit agricole.
En 2008, Virginie Taittinger quitte le groupe et fonde Champagne Virginie T. avec son fils Ferdinand Pougatch.
Claude Taittinger meurt à Paris le 3 janvier 2022 à l'âge de 94 ans,,. Il est inhumé dans le caveau familial au cimetière de Passy (division 12).

### Décorations
Claude Taittinger est Officier de la Légion d'honneur et décoré de l'ordre du Mérite militaire.

## Autres engagements
- de 1986 à 1991 : président du Syndicat de Grandes Marques[5]
- de 1990 à 1992 : président de la Fédération des Exportateurs de Vins et Spiritueux de France (FEVS)[8]
- de 1996 à 2000 : président de l'Association Viticole Champenoise (AVC)[5]
- de 1996 à 2002 : président de Vinexpo[9]

## Publications
- Thibaud le Chansonnier, comte de Champagne, Perrin, 1987 (ISBN 978-2-262-00438-5, OCLC 17871912).
- Monsieur Cazotte monte à l'échafaud, Perrin, 1988 (ISBN 978-2-262-00535-1, OCLC 21559631, lire en ligne).
- Saint-Évremond, ou, Le bon usage des plaisirs, Perrin, 1990 (ISBN 978-2-262-00765-2, OCLC 22711673, lire en ligne).
- Michel Taittinger: 1920-1940 : vie et mort d'un jeune patriote, J. Taittinger, 1990 (OCLC 462295684).
- Champagne par Taittinger, Stock, 1996 (ISBN 978-2-234-04630-6, OCLC 35841538, lire en ligne).